# Church and Wellesley

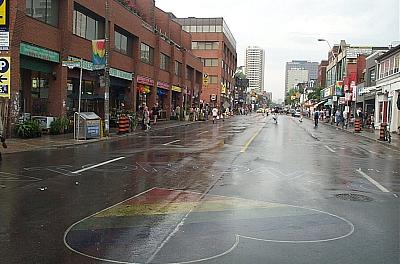
Ulica dzielnicy Church and Wellesley z widocznym namalowanym na asfalcie sercem w kolorach tęczowej flagi – symbolu LGBT.

Church and Wellesley – jedna z dzielnic Toronto, położona na wschód od centrum miasta, uważana za gay village.
W Church and Wellesley działa teatr Buddies in Bad Times, który wystawia sztuki o tematyce homoseksualnej, są galerie sztuk, wydawane są bezpłatne czasopisma gejowskie. Rokrocznie w maju organizowany jest festiwal filmów twórców gejowskich The Inside Out Toronto Lesbian and Gay Film and Video Festival oraz wystawa Xtra's Gay Life & Style Show w listopadzie. W lutym ma miejsce festiwal sztuk środowiska - Rhubarb. Podczas Halloween, na Church St., zamkniętej wieczorem dla ruchu, podczas pochodu Masqueraid bawią się wspólnie poprzebierani geje, lesbijki i heteroseksualiści. 
Dzielnica była głównym miejscem kręcenia scen do serialu o tematyce LGBT „Queer as Folk”. będącego pierwszym na świecie serialem pokazującym problemy mniejszości homoseksualnych w tak rozbudowany sposób, oraz śmiałe sceny erotyczne.
W serialu została przemianowana na „Liberty Avenue”. akcja toczyła się fikcyjnie w Pittsburghu w stanie Pensylwania, jednak ze względu kosztów produkcji oraz istnienia bogatej sceny gejowskiej, serial nakręcono w Toronto.
Przy centrum dzielnicy znajduje się mały park Cawthra, czasem zwany Church Street Beach, w którym znajduje się pomnik poświęcony ofiarom AIDS. 

## Kontekst kulturowy
Toronto jest miastem, które uznaje wagę i wpływ środowiska gejowskiego na swój rozwój. Tourism Toronto wydaje przewodnik Gay & Lesbian Toronto, a homoseksualni turyści mogą liczyć na pakiety oferowane przez hotele czy biura turystyczne. Jednym z nich jest Rainbow High Vacations. W Toronto powstała pierwsza na świecie telewizja gejowska Pridevision TV, znajduje się tu jedna z większych, o ile nie największa ze społeczności LGBT – szacowana na około 250 000 osób. 